# Пеливан, Ион

## Биография
Политический деятель и публицист, родился в селе Резень, жудец Кишинэу. Сторонник национального освободительного движения в Бессарабии. Депутат в Сфатул Цэрий и Парламенте объединенной Румынии. Руководил бессарабским филиалом культурной ассоциации ASTRA. Участник бессарабской делегации на Парижской Мирной Конференции.